# Saragossa siccanorum
Saragossa siccanorum là một loài bướm đêm trong họ Noctuidae.